# Novalaise
Novalaise è un comune francese di 1 888 abitanti situato nel dipartimento della Savoia della regione dell'Alvernia-Rodano-Alpi.
Si trova sulle rive del Lago di Aiguebelette.

## Società

### Evoluzione demografica
Abitanti censiti

## Amministrazione

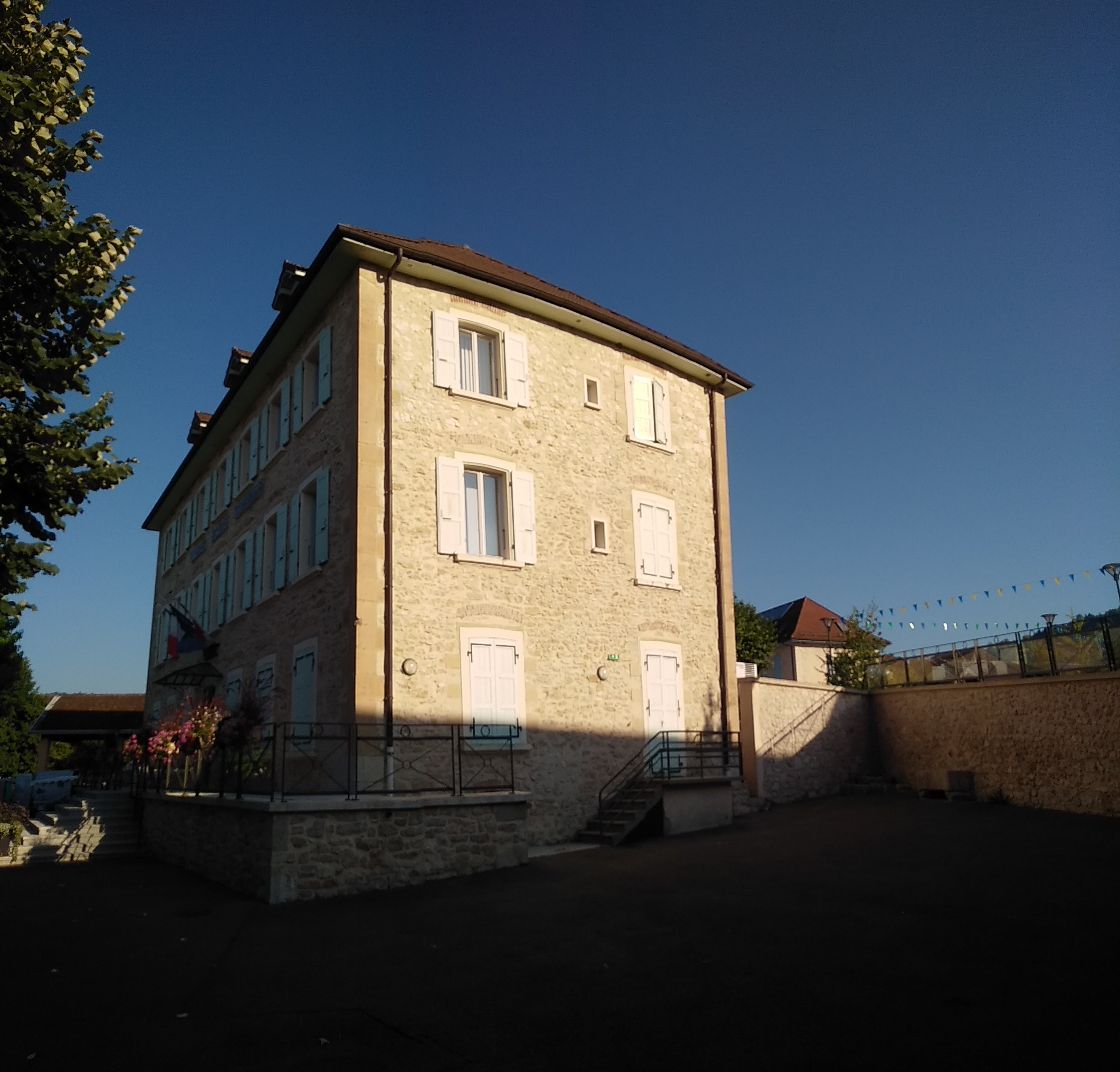
La casa del comune

### Lista dei sindaci
| Periodo     | Periodo     | Primo cittadino                 | Partito | Carica  | Note |
| ----------- | ----------- | ------------------------------- | ------- | ------- | ---- |
| 1805        | 1806        | Chatelain                       |         | Sindaco |      |
|             | ...         | Joseph Saint-Bonnet (1843-1909) |         | Sindaco |      |
|             | ...         | Nicolas Luquain (1843-1911)     |         | Sindaco |      |
|             | ...         | Jean-Marie Richard (1898-1988)  |         | Sindaco |      |
|             | ...         | Marguerite Duvernay (1898-1964) |         | Sindaco | ...  |
| marzo 1959  | marzo 1977  | Victor Novel-Godet (1924-1998)  |         | Sindaco |      |
| marzo 1977  | giugno 1995 | Robert Laude (1928-2000)        |         | Sindaco |      |
| giugno 1995 | marzo 2008  | Christiane Bellemin             |         | Sindaco |      |
| marzo 2008  | in carica   | Denis Guillermard               |         | Sindaco |      |